# 日本免疫学会
特定非営利活動法人日本免疫学会（にほんめんえきがっかい、英: The Japan Society for Immunology）は、広く市民に対して、学術集会の開催等による免疫学及び関連分野の研究及び普及・啓発等を通して、その進歩と発展を図り、国民の医療福祉に寄与することを目的とした日本の学会。

## 概要
1960年後半、大阪大学関係者を中心とした「免疫化学研究会」と京都大学関係者を中心とした「免疫生物学研究会」の活動が始まる。1968年より、両研究会がシンポジウムと協力して開催するなど連携して活動するようになり、1970年に「日本免疫学会」が設立された。。

1971年には、国際免疫連合（IUIS; International Union of Immunological Societies）に加盟、1976年には日本医学会に加盟した。1992年にはアジア・オセアニア免疫学会連合（FIMSA）にも加盟している。。

## 出版物
- 「International Immunology」　年に12回発行
- 「日本免疫学会ニュースレター」　年に2回発行
- 「日本免疫学会総会・学術集会記録」　年に1回発行